# Cesarzowice (powiat średzki)

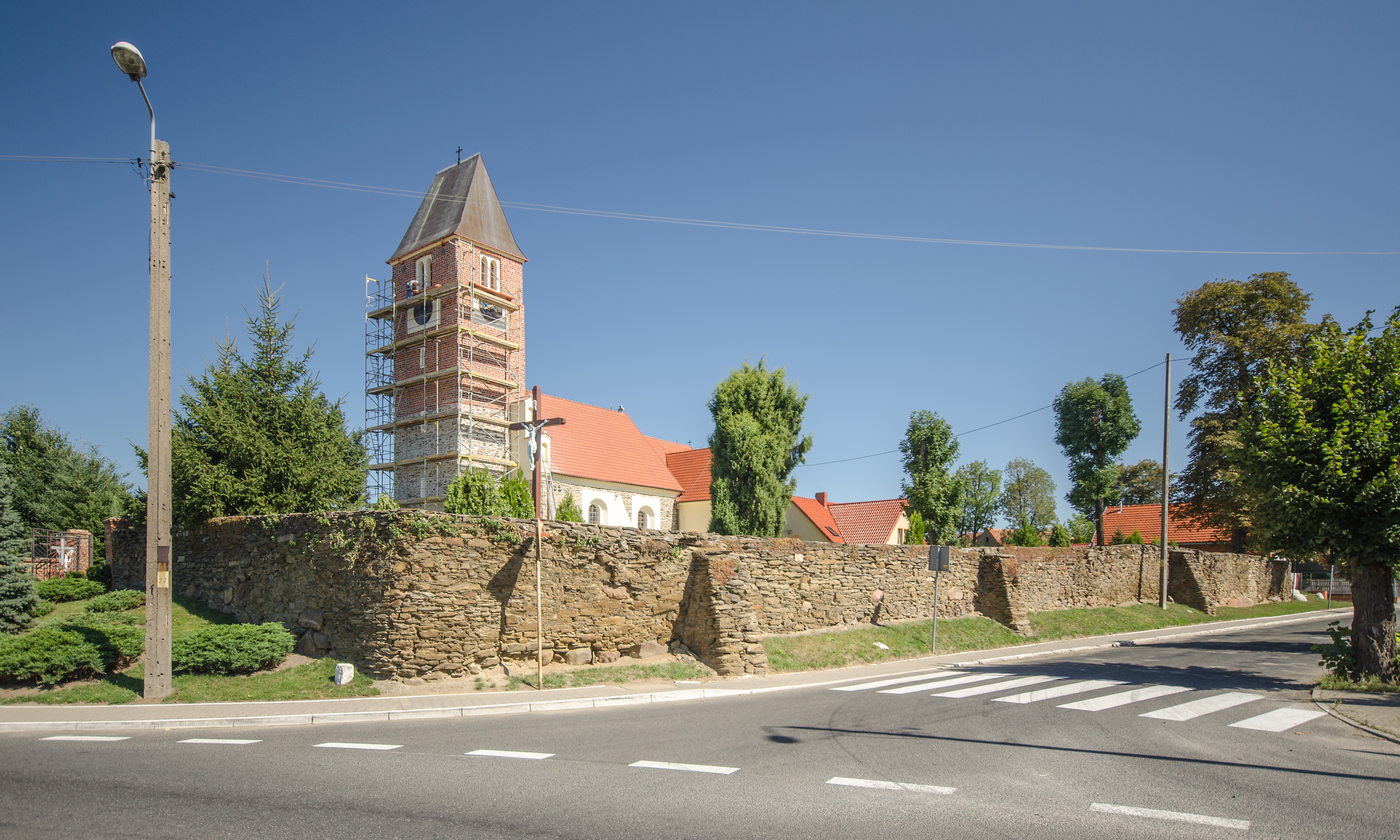
Kościół św. Marcina

Cesarzowice (niem. Zieserwitz) – wieś w Polsce położona w województwie dolnośląskim, w powiecie średzkim, w gminie Środa Śląska.

## Podział administracyjny
W latach 1954–1961 wieś należała i była siedzibą władz gromady Cesarzowice, po jej zniesieniu w gromadzie Bukówek. 
W latach 1975–1998 miejscowość należała administracyjnie do województwa wrocławskiego.

## Nazwa
Miejscowość ma metrykę średniowieczną i notowana jest od XII wieku. Po raz pierwszy wieś wymieniona została w 1155 jako Ciceuici. Później także w 1217 Scizerowici, 1253 Cesorauici, 1295 in Scisserowe, 1335-42 Cezarowicz, 1336 Czezarwicz, 1337 Cesrawicz, 1353 Czesarwicz, 1424 Czesirwitz, 1743 Zieserwitz, 1845 Zieserwitz. Nazwa miejscowości pochodzi od słowiańskiej nazwy osobowej Czściżyr z dodanym sufiksem -owice. Wtórnie uległa przekształceniu pod wpływem słowa cesarz.
W łacińskim dokumencie z 1217 roku wydanym przez biskupa wrocławskiego Lorenza miejscowość wymieniona jest w zlatynizowanej, staropolskiej formie Scizerovici.

## Zabytki
Do wojewódzkiego rejestru zabytków wpisany jest:
- zespół kościoła filialnego:
  - kościół pw. św. Marcina z XIV w., przebudowywany w XVI w. oraz w drugiej połowie XVIII w. Wykonany z kamienia łamanego, orientowany, jednonawowy, z wyższym prostokątnym prezbiterium, z wieżą od zachodu. Wejście w wieży sklepione łukiem koszowym]. Na wieży zegar. We wnętrzu zachowane drewniane gotyckie piaskowcowe sakramentarium z chrzcielnicą i płytą nagrobną, drewniane drzwi oraz rzeźby św. Jadwigi oraz biskupa z monstrancją: barokowy krucyfiks i obrazy: Madonna, Ukrzyżowany i Chrystus w Ogrójcu[7].
  - cmentarz kościelny
  - mur obronny cmentarza, z pierwszej połowy XVII w.

## Pomniki przyrody
- Cis pospolity (Taxus baccata), ogród przy posesji nr 77[8].